# Francis Pierlot
Francis Pierlot (15 luglio 1885 – Hollywood, 11 maggio 1955) è stato un attore statunitense.

## Biografia
Di origine francese, Francis Pierlot iniziò la carriera di attore in teatro recitando prevalentemente a Broadway (New York) tra il 1919 e il 1939. Fra le sue più note interpretazioni, Fanny (1926) di David Belasco e Willard Mack, con Fanny Brice, John Cromwell e Warren William, la rivista The Band Wagon  (1931-1932), su musiche di Arthur Schwartz, con Adele Astaire, Fred Astaire e Frank Morgan, e la commedia musicale Knickerbocker Holiday (1938-1939), su musiche di Kurt Weill, sua ultima interpretazione a Broadway, con Walter Huston e Howard Freeman.
Nel 1914 debuttò nel cinema in un film muto e poi apparve nel 1930 in due film sonori. In totale recitò in oltre novanta film dal 1945, quando aveva già 64 anni.
Per la televisione partecipò a cinque serie televisive, le prime tre nel 1953. Il suo ultimo ruolo fu in The Halls of Ivy, trasmesso il 17 maggio 1955, meno di una settimana dopo la sua morte.

## Teatro a Broadway
- 1919: Please Get Married di James Cullen e Lewis Allen Browne: ruolo non specificato
- 1925: The Show Off di George Kelly: M. Gill
- 1926: Fanny di David Belasco e Willard Mack: Doggie Davis
- 1927: Merry-Go-Round, rivista con musiche di Jay Gorney e Henry Souvaine, su libretto di Howard Dietz e Morrie Ryskind: ruolo non specificato
- 1927: Women Go On Forever di Daniel N. Rubin: M. Givner
- 1928: Gentlemen of the Press di Ward Morehouse: McManahan
- 1929: Whirpool di William Jourdan Rapp e Walter Marquiss: Bill Dugan
- 1930-1931: Midnight di Claire e Paul Sifton: Richard McGrath
- 1931-1932: The Band Wagon, rivista su musiche di Arthur Schwartz e libretto Howard Dietz e George S. Kaufman: Ely Cater/L'uomo assassinato/M. Cadwallader
- 1933-1934: Her Master's Voice di Clare Kummer : Craddock
- 1934: The Bride of Torozko (Die Braut von Torozko) di Otto Indig, adattamento da Ruth Langner: Comsa
- 1934-1935: The Farmer Takes a Wife di Marc Connelly e Frank B. Elser: Sol Tinker
- 1935: A Journey by Night di Arthur Goodrich, da Leo Perutz: Adolph
- 1936: Ethan Frome di Donald e Owen Davis: Jotham
- 1936: St Helena di R. C. Sherriff e Jeanne de Casalis: Abbé Buonovita
- 1937: Be So Kindly di Sara Andberg: M. Kadan
- 1937: Une tempête dans un verre d'eau (Storm Over Patsy - Sturm im Wasserglas) di Bruno Frank, adattamento da James Bridie: Joseph McKellar
- 1937: Too Many Heroes di Dore Schary: M. Halsey
- 1938: Save Me the Waltz di Katharine Dayton: Chapek
- 1938: Washington Jitters di John Boruff e Walter Hart, da un romanzo di Dalton Trumbo: senatore Marple
- 1938-1939: Knickerbocker Holiday, commedia musicale, musiche di Kurt Weill e libretto di Maxwell Anderson: Vanderbilt/Roosevelt

## Filmografia parziale

### Cinema
- The Path Forbidden, regia di Harry Handworth (1914)
- L'angelo della notte (Night Angel), regia di Edmund Goulding (1931)
- Indietro non si torna (Escape to Glory), regia di John Brahm (1940)
- Musica indiavolata (Strike Up the Band), regia di Busby Berkeley (1940)
- Echi di gioventù (Remember the Day), regia di Henry King (1941)
- Il processo di Mary Dugan (The Trial of Mary Dugan), regia di Norman Z. McLeod (1941)
- Musica segreta (International Lady), regia di Tim Whelan (1941)
- A Gentleman at Heart, regia di Ray McCarey (1942)
- My Heart Belongs to Daddy, regia di Robert Siodmak (1942)
- Ribalta di gloria (Yankee Doodle Dandy), regia di Michael Curtiz (1942)
- Night Monster, regia di Ford Beebe (1942)
- Michael Shayne va a Broadway (Just Off Broadway), regia di Herbert I. Leeds (1942)
- Fuoco a oriente (The North Star), regia di Lewis Milestone (1943)
- La taverna delle stelle (Stage Door Canteen), regia di Frank Borzage (1943)
- Madame Curie, regia di Mervyn LeRoy (1943)
- Mission to Moscow, regia di Michael Curtiz (1943)
- La bandiera sventola ancora (Edge of Darkness), regia di Lewis Milestone (1943)
- Tre giorni di gloria (Uncertain Glory), regia di Raoul Walsh (1944)
- Il pilota del Mississippi (The Adventures of Mark Twain), regia di Irving Rapper (1944)
- Bellezze al bagno (Bathing Beauty), regia di George Sidney (1944)
- Jolanda e il re della samba (Yolanda and the Thief), regia di Vincente Minnelli (1945)
- I Live in Grosvenor Square,  regia di Herbert Wilcox (1945)
- Gli amori di Susanna (The Affairs of Susan), regia di William A. Seiter (1945)
- Il sole spunta domani (Our Vines Have Tender Grapes), regia di Roy Rowland (1945)
- Un albero cresce a Brooklyn (A Tree Grows in Brooklyn), regia di Elia Kazan (1945)
- Roughly Speaking, regia di Michael Curtiz (1945)
- Frayeur (Fear), regia di Alfred Zeisler (1946)
- Il castello di Dragonwyck (Dragonwyck), regia di Joseph L. Mankiewicz (1946)
- Two Guys from Milwaukee, regia di David Butler (1946)
- Venere peccatrice (The Strange Woman), regia di Edgar G. Ulmer (1946)
- Canto d'amore (Song of Love), regia di Clarence Brown (1947)
- The Senator Was Indiscreet, regia di George S. Kaufman (1947)
- Schiavo del passato (The Late George Apley), regia di Joseph L. Mankiewicz (1947)
- Rose tragiche (Moss Rose), regia di Gregory Ratoff (1947)
- Così sono le donne (A Date with Judy), regia di Richard Thorpe (1948)
- Mr. Reckless, regia di Frank McDonald (1948)
- La signora in ermellino (That Lady in Ermine), regia di Ernst Lubitsch e Otto Preminger (1948)
- Lo stato dell'Unione (State of Union), regia di Frank Capra (1948)
- Quel meraviglioso desiderio (That Wonderful Urge), regia di Robert B. Sinclair (1948)
- L'ultima sfida (The Babe Ruth Story), regia di Roy Del Ruth (1948)
- Gli amori di Carmen (The Loves of Carmen), regia di Charles Vidor (1948)
- Gioventù spavalda (Bad Boy), regia di Kurt Neumann (1949)
- Delitto senza peccato (The Accused), regia di William Dieterle (1949)
- Passo falso (Take One False Step), regia di Chester Erskine (1949)
- La mia amica Irma (My Friend Irma), regia di George Marshall (1949)
- Chicago, bolgia infernale (Undertow), regia di William Castle (1949)
- La leggenda dell'arciere di fuoco (The Flame and the Arrow), regia di Jacques Tourneur (1950)
- Le frontiere dell'odio (Copper Canyon), regia di John Farrow (1950)
- Cirano di Bergerac (Cyrano de Bergerac), regia di Michael Gordon (1950)
- Quel fenomeno di mio figlio (That's My Boy), regia di Hal Walker (1951)
- Savage Drums, regia di William Berke (1951)
- La regina dei pirati (Anne of the Indies), regia di Jacques Tourneur (1951)
- L'impero dei gangster (Hoodlum Empire), regia di Joseph Kane (1952)
- Il prigioniero di Zenda (The Prisoner of Zenda), regia di Richard Thorpe (1952)
- La tunica (The Robe), regia di Henry Koster (1953)

### Televisione
- Four Star Playhouse – serie TV, episodio 1x14 (1953)
- The Halls of Ivy – serie TV, episodi 1x30-1x31 (1955)